# Christian Berger (Kunsthistoriker)
Christian Berger (* 1977 in München) ist ein deutscher Kunsthistoriker.

## Leben
Berger studierte Kunstgeschichte, Neuere Geschichte sowie Publizistik und Kommunikationswissenschaft in Gießen, Bristol und Berlin. Nach dem Magister Artium 2007 erfolgte 2013 seine Promotion an der Freien Universität Berlin. 2022 habilitierte er sich an der Johannes Gutenberg-Universität Mainz (Venia legendi für das Fach Kunstgeschichte). Seit 2023 ist er Professor für Neuere und neueste Kunstgeschichte an der Universität Siegen.
Seine Lehr- und Forschungsschwerpunkte sind moderne und zeitgenössische Kunst, Schnittstellen von Theorie und künstlerischer Praxis, Materialität und Produktionsästhetik; französische Kunst des 19. Jahrhunderts, amerikanische Kunst nach 1945, transkulturelle Verflechtungen zeitgenössischer Kunst seit den 1960er Jahren.